# Saipal
De Saipal (Nepali: सैताल, saipāl) is een 7031 meter hoge berg in de centrale Himalaya, in Nepal. De Saipal is onderdeel van het massief van de Gurans Himal, op de grens tussen de districten Humla en Bajhang, in het uiterste westen van Nepal. De Saipal is de hoogste top in het oostelijke deel van dit massief. De hogere Api ligt in het westelijke deel.
De Saipal ligt op de waterscheiding tussen de rivieren de Karnali in het noorden en Seti in het zuiden.
De eerste beklimming vond plaats in 1963, toen de Japanner Katsutoshi Hirabayashi en de Nepalees Pasang Phutar op 21 oktober de top bereikten.